# Sophie Matisse
Sophie Matisse (* 1965 in Boston) ist eine  US-amerikanische Malerin.

## Leben und Werk
Sophie Matisse ist die Tochter des  Bildhauers Paul Matisse, Enkelin des Kunsthändlers Pierre Matisse und Urenkelin des französischen Malers Henri Matisse. Ihr Stiefgroßvater war Marcel Duchamp, der ihre Großmutter Alexina „Teeny“ Sattler, geschiedene Matisse, in zweiter Ehe geheiratet hatte.
1985 besuchte Sophie Matisse das Massachusetts College of Art in Boston und von 1988 bis 1990 die
École des Beaux-Arts in Paris. 1992 heiratete sie den französischen Maler Alain Jacquet, der 2008 verstarb. Die gemeinsame Tochter Gaïa wurde 1993 geboren.
Matisse verfremdete Klassiker der Kunst, indem sie den Hintergrund der Werke beibehielt und die Personen aussparte. Beispiele sind The Monna Lisa (Be Back in 5 Minutes) nach der Mona Lisa von Leonardo da Vinci, Las Meninas (2001) nach Diego Vélasquez’ Las Meninas sowie Adaptionen nach Werken von Jan Vermeer, Paul Gauguin, Claude Monet und Edgar Degas. Nighthawks aus dem Jahr 2001 nach dem gleichnamigen Gemälde von Edward Hopper weist die bekannte Bar ohne Personen auf. Matisse zollt auch dem Werk ihres Urgroßvaters Henri Matisse Tribut. In ihrem Gemälde The Gold Fish (1998) gibt es keine Goldfische. In The Conversation (2001) erscheint nur der hellblaue Raum mit einem einzelnen Stuhl. 2003 stellte sie Final Guernica fertig, ein Duplikat in fast identischer Leinwandgröße von Pablo Picassos Monumentalgemälde Guernica, das allerdings nicht in Grau-Blau-Schwarz wie das Original in Madrid gehalten ist, sondern in bunten Farben.
2005 änderte sich Matisse’ Stil. Ihre neue Serie nannte sie „Zebra Stripe Paintings“, in der sie bekannte Gemälde mit zebraartigen Streifen verfremdete. In seiner Einführung zum Katalog ihrer Ausstellung in der Galerie Francis M. Naumann Fine Art in New York beschrieb der Kurator des Salt Lake City Art Center, Jim Edwards, Vorbilder ihrer neuen Malerei: Er nannte den belgischen Surrealisten René Magritte, den italienischen Künstler Mimmo Rotella, ein Vertreter des Nouveau Réalisme, und die Pop-Art-Künstler James Rosenquist und Alain Jacquet, ihren Ehemann. Edward führt die konzeptionelle Basis auf ihren Stiefgroßvater, Marcel Duchamp, zurück.  Sie malte Blue Nude in diesem Stil, eine weitere Reminiszenz an ihren Urgroßvater Henri Matisse und sein Gemälde Nu bleu: souvenir de Biskra. Nach eigener Aussage möchte Sophie Matisse durch das Verfremden der Originalwerke das Publikum zum genaueren Hinsehen anregen und eine ganz neue Aufmerksamkeit für das klassische Original erwecken.
2008 entwarf Matisse für Kilian Hennessy, verstorben 2010, den damaligen Anteilseigner des Luxuskonzerns LVMH, 50 verschiedene bemalte Parfumflakons und deren Verpackung. Im folgenden Jahr schuf sie fünf bemalte Schachspiele, die als Erinnerung an Duchamp, den leidenschaftlichen Schachspieler, entstanden sind. 2010 bemalte sie vier von insgesamt 60 Pianos, die im Rahmen einer Ausstellung von „Sing for Hope“, einer gemeinnützigen Organisation, im Lincoln Center in New York zum Verkauf ausgestellt wurden.

## Rezeption
Das Kopieren berühmter Bilder hat in der Kunstgeschichte eine lange Tradition. Beispielsweise hat Rubens die Werke seines Idols Tizian nachgemalt. In der Gegenwartskunst wurde es unter dem Namen „Appropriation Art“ zur eigenen Kunstrichtung  erklärt. Pop-Art-Künstler wie Andy Warhol und Roy Lichtenstein unterstützten die Kunst des Kopierens mit vielen Werken. Ende der 1980er Jahre bereicherte der New Yorker Mike Bidlo die Galerie Leo Castelli mit über achtzig selbstgemalten „Picassos“. Letztgenannter war wie Matisse und andere Künstler wie beispielsweise Elmyr de Hory 2010 mit seinem Werk Teilnehmer an der Ausstellung „Seconde main“ im Musée d’art moderne de la Ville de Paris.

## Werke (Auswahl)
- 1997: The Monna Lisa (Be Back In 5 Minutes) nach Leonardo da Vincis Mona Lisa (1503–1505)
- 1998: The Gold Fish Abb. nach dem Gemälde von Henri Matisse (1912)
- 1998: Young Woman Holding a Water Pitcher Abb. nach Jan Vermeers Junge Frau mit Wasserkanne am Fenster (1664/5)
- 1999: The Dance Lesson Abb. nach Edgar Degas’ La classe de danse (1874)
- 1999: Woman with a Pearl Necklace Abb. nach Jan Vermeers Junge Dame mit Perlenhalsband (1662–1665)
- 2000: John Biglin in a Single Skull Abb. nach dem gleichnamigen Gemälde von Thomas Eakins (um 1873)
- 2001: Absinthe Abb. nach Edgar Degas’ L’Absinthe (Der Absinth) (1876)
- 2001: Las Meninas Abb. nach Diego Vélasquez’ Las Meninas
- 2001: American Gothic Abb. nach Grant Woods American Gothic (1930)
- 2001: Nighthawks Abb. nach Edward Hoppers Nighthawks (1942)
- 2001: The Staircase Group Abb. nach Charles Willson Peales Staircase Group (1795)
- 2001: The Conversation Abb. nach dem Gemälde La Conversation von Henri Matisse (1912)
- 2003: Origin of the World Abb. nach Gustave Courbets L’Origine du monde (1866)
- 2003: Final Guernica Abb. nach Pablo Picassos Guernica (1937)
- 2005: Lions Den Abb. nach Peter Paul Rubens’ Daniel in der Löwengrube (um 1615)
- 2005: Blue Nude Abb. nach Henri Matisse’ Blauer Akt (1907)
- 2007: De-Moiselles Abb. nach Pablo Picassos Les Demoiselles d’Avignon (1907)
- 2007: The Lovers Abb. nach dem gleichnamigen Gemälde von Man Ray (1936)